# Spookkrabben
Ocypodinae (Spookkrabben) zijn een onderfamilie van krabben (Brachyura) uit de familie Ocypodidae.

## Geslachten
De Ocypodinae omvat het volgende geslacht:

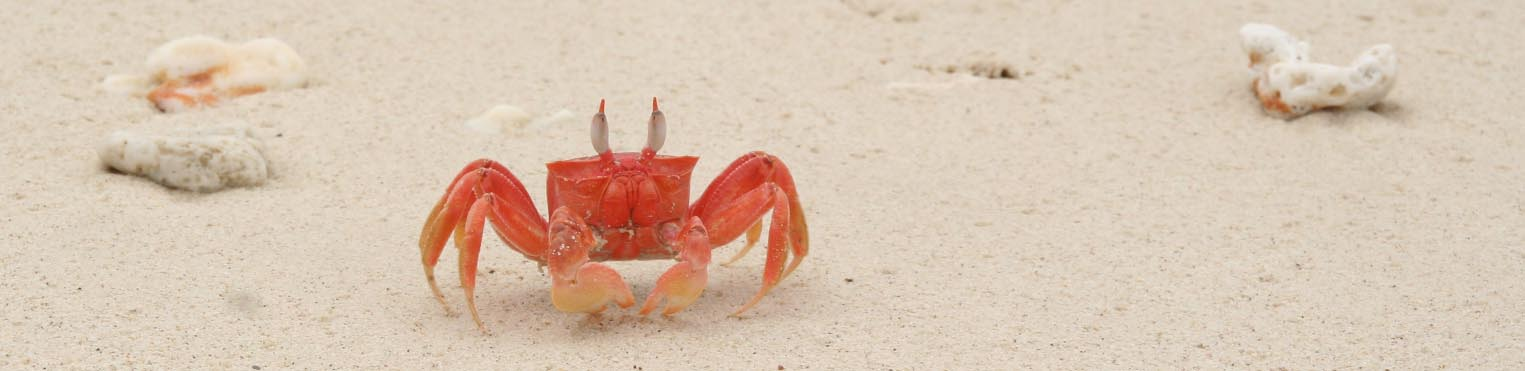

- Ocypode Weber, 1795